# Store Magleby Kommune
| Strukturdaten     | Strukturdaten  |
| ----------------- | -------------- |
| Gemeindenummer    | 179            |
| Fläche            | ? km²          |
| Einwohner         | 5.764 (1972)   |
| Kommune seit 1974 | Dragør Kommune |

Store Magleby Kommune war bis 31. März 1974 eine dänische Kommune auf der Insel Amager im damaligen Københavns Amt. Am 1. April 1974 wurde sie mit der „alten“ Dragør Kommune zur neuen Dragør Kommune vereinigt.